# Terry Melcher
Terrence P. Melcher (Nova York, 8 de febrer de 1942 - Beverly Hills, 19 de novembre de 2004) va ser un músic i productor nord-americà, una figura notable en la formació del so de rock californià dels anys 1960. Va produir molts artistes i solistes; algunes de les seves contribucions més reconegudes són cançons com ara "Mr Tambourine Man" i "Turn! Turn! Turn!" de The Byrds, i l'èxit "Kokomo" amb The Beach Boys, co-escrit per Melcher.

## Biografia
Terrence P. Melcher va néixer el 8 de febrer de 1942, a Nova York. Era fill de l'actriu i cantant Doris Day i el trombonista Al Jorden. Anys després del suïcidi del seu pare, Doris es va casar amb Marty Melcher, de qui Terry prendria el cognom.
Amb només 22 anys va ser contractat com a productor en Columbia Records. Era el més jove, però el seu nomenament va provenir del fet ser fill de Doris Day, qui havia enregistrat l'èxit "Love Him". No obstant això, Terry Melcher va esdevenir un pioner en la producció musical.

### Era surf i hippisme
Es va endinsar en la indústria musical durant la primera meitat de la dècada de 1960, més específicament en el surf rock. El seu senzill "Summer Means Fun" dins el duo Bruce & Terry, va tenir un considerable èxit, i es va posicionar com un dels himnes de la música surf d'aquesta època. Melcher es va adaptar ràpidament i sense problemes a la contracultura  hippie , igual que The Beach Boys, grup pioner de la música surf. A més gravar amb The Rip Chords l'èxit "Hey, Little Cobra". També va compondre temes al costat de Bobby Darin i Randy Newman.
La seva popularitat com a productor va augmentar quan va produir a The Byrds, fusionant el folk amb el rock, creant un so innovador. Les cançons més significatives d'aquest període van ser "Mr Tambourine Man" i "Turn! Turn! Turn! ".
Després de The Byrds, el seu següent treball va ser amb una desorganitzada banda anomenada Paul Revere and the Raiders, amb qui va aconseguir crear un equip de pop comercial amb una successió d'èxits entre 1965 a 1967 que inclou "Just Like Me", "Kicks", "Hungry", "Good Things" i "Him Or Me - What 's It Gonna Be". Mentrestant, el seu excompany, Bruce Johnston, havia reemplaçat Brian Wilson en la formació de gira de The Beach Boys. Melcher es va trobar amb aquest grup californià quan va cantar cors en el mític àlbum Pet Sounds. Però l'encontre va tenir tràgiques repercussions, atès que Dennis Wilson dels Beach Boys, li va presentar el líder del culte "La Família", Charles Manson.

### Trobada amb Charles Manson
El músic californià Dennis Wilson (bateria de The Beach Boys) tenia amistat amb Charles Manson. A la primavera de 1968, Wilson li va presentar Melcher amb la intenció que aquest últim li produís algun material musical. Encara que Wilson va aconseguir fer-li escoltar alguns enregistraments, Melcher va refusar.
La nit del dissabte 9 d'agost de 1969, quatre deixebles del clan Manson van entrar a la residència número 10050 de Cielo Drive a Beverly Hills, Califòrnia, on les acòlites de Manson van matar salvatgement Sharon Tate, la dona de Roman Polanski, que estava embarassada de vuit mesos i que va rebre setze punyalades.
No se sap amb certesa, però és probable que l'atac hagi estat planejat per liquidar Terry Melcher i la seva xicota Candice Bergen, car mesos abans de la massacre Melcher havia viscut en el lloc i Manson pensava que Melcher encara hi vivia. Manson pensava que Melcher anava a ajudar-lo a entrar en la indústria musical i quan es va assabentar que Melcher el rebutjava, es va sentir ofès, per la qual cosa hauria enviat els seus deixebles a la casa de Cielo Drive perquè l'assassinessin.